# 熱爾河
熱爾河（法語：Gers，法語發音：[ʒɛʁ(s)] ⓘ）是法國的河流，位於該國北部，屬於加龍河的左支流，河道全長175.4公里，流域面積1227平方公里，平均流量每秒9立方米，發源自拉讷默藏附近，河口處在阿让附近。

## 外部連結
- http://www.geoportail.fr （页面存档备份，存于）
- Sandre数据库中的热尔河 （页面存档备份，存于）